# Тріне Дюргольм
Тріне Дюргольм (дан. Trine Dyrholm; 15 квітня 1972, Оденсе, Данія) — данська акторка, співачка і авторка пісень. Почала музичну кар'єру у 8 років з оркестром Оденсе, а стала відома в 1987 році, посівши 3-е місце у відбірковому турі на участь в «Євробаченні». У тому ж році вийшов її перший альбом Danse i Måneskin. Всього за свою кар'єру Дюргольм записала п'ять альбомів.
У 1990 році Дюргольм дебютувала в кіно, знявшись у фільмі «Приплив». За цю роль акторка удостоїлася головної кінематографічної премії Данії «Боділ». Пізніше Дюргольм ще чотири рази отримувала «Боділ», а також чотири рази була на неї номінована.

## Біографія
Тріне Дюргольм народилася 15 квітня 1972 року в Оденсе, Данія. У 8 років вона почала виступати з оркестром Оденсе. У 1987 році, у 14 років, Дюргольм взяла участь у відбірковому турі на участь в «Євробаченні», де виконала пісню «Danse i Måneskin». Співачка зайняла 3-е місце. У тому ж році вона випустила свій дебютний альбом Danse i Måneskin.
У 1990 році Дюргольм дебютувала в кіно: вона виконала провідну роль у підлітковій драмі «Приплив». За цю роботу 17-річна акторка удостоїлася головної кінематографічної премії Данії «Боділ». Після цього Дюргольм з'явилася в таких картинах, як «Казанова», «В Китаї їдять собак» і «Близнюки». У 2003 році акторка була номінована на премію «Роберт» за гру у фільмі «Точка зору». Наступною успішною роботою Дюргольм стала роль в драмі «У твоїх руках» про стосунки тюремної священикці Анни, яка довгий час безуспішно намагається завагітніти, і злочинниці Кейт. Дюргольм, яка зіграла Кейт, отримала премії «Боділ», «Роберт» і «Зулу».
У 2004 році вийшов мініальбом Дюргольм Mr. Nice Guy, який містить три композиції, написані для однойменного телешоу. Платівка займала 1-е місце в данському хіт-параді «Tracklisten» понад 62 тижнів.
У 2005 і 2006 роках Дюргольм двічі поспіль була удостоєна «Боділ» за ролі у фільмах «Мухи на стіні» і «Мило». Наступні два роки вона номінувалася на статуетку «Боділ» за роботи в картинах «Дейзі Діамант» і «Маленький солдат», але в кінцевому підсумку поступалася іншим виконавцям.
У 2010 році Дюргольм виконала провідну роль в оскароносній картині «Помста», за яку удостоїлася премій «Боділ» і «Роберт». У 2012 році Дюргольм знялася в картині «Королівський роман», де втілила королеву Юліаню Марію Брауншвейг-Вольфенбюттельську. «Королівський роман» був позитивно зустрінутий критикою і номінований на «Оскар» як найкращий фільм іноземною мовою.
За «Королівським романом» була головна роль в романтичній комедії «Любов — це все, що тобі потрібно» режисерки Сюзанни Бір. Партнером Дюргольм у фільмі був Пірс Броснан. Згідно з інтерв'ю акторки, на початку зйомок вона відчувала себе дещо скуто в спільних з ним сценах, але швидко розкрилася. У 2013 році Дюргольм з'явилася в картині «3096 днів», заснованій на історії австрійської дівчини Наташі Кампуш, яку восьмирічною викрав Вольфганг Пріклопіл і яка провела в ув'язненні понад 8 років. Дюргольм виконала роль матері Наташі Бригіти Сирно.
У 2014 році увійшла до складу журі 64-го Берлінського кінофестивалю.

## Особисте життя
Тріне Дюргольм одружена з данським театральним режисером і хореографом Никласом Бендіксеном, вони виховують сина. За словами Дюргольм, материнство не заважає її акторській кар'єрі.

## Вибрана фільмографія
- 1998 — Свято
- 2004 — У твоїх руках
- 2010 — Помста
- 2012 — Королівський роман
- 2019 — Королева сердець
- 2024 — Дівчина з голкою